# Neilonella similis
Neilonella similis is een tweekleppigensoort uit de familie van de Neilonellidae. De wetenschappelijke naam van de soort is voor het eerst geldig gepubliceerd in 1962 door Okutani.